# Anora (2024)
Anora ist ein US-amerikanischer Spielfilm von Sean Baker aus dem Jahr 2024. Die romantische Dramedy mit Mikey Madison in der Hauptrolle wurde im Mai 2024 bei den 77. Internationalen Filmfestspielen von Cannes uraufgeführt und gewann mit der Goldenen Palme den Hauptpreis des Festivals. Ein Jahr später wurde das Werk für sechs Oscars nominiert und gewann fünf davon, darunter jene für den besten Film, die beste Regie, das beste Drehbuch und für die beste Hauptdarstellerin.

## Handlung
Anora „Ani“ Mikheeva ist eine junge Stripperin, die in Brighton Beach lebt, einem russischsprachigen Viertel in Brooklyn. Da Ani die einzige Stripperin in ihrem noblen Stripclub in Manhattan ist, die Russisch spricht, stellt ihr Chef sie Ivan „Wanja“ Zakharov vor, dem verantwortungslosen und unreifen Sohn des reichen russischen Oligarchen Nikolai Zakharov. Wanja ist angeblich in den USA, um zu studieren, doch stattdessen feiert er lieber Partys und spielt Videospiele in der Villa seiner Eltern in Brooklyn. Seine Eltern bezahlen seinen Paten Toros sowie die Handlanger Garnick und Igor, um ein Auge auf ihn zu haben und seine Probleme zu beseitigen.
Wanja engagiert Ani für mehrere sexuelle Begegnungen. Er entwickelt eine Zuneigung zu ihr und bezahlt ihr 15.000 Dollar, damit sie eine Woche lang bei ihm bleibt und seine Freundin spielt, was eine turbulente Romanze auslöst. Wanja und sein Gefolge fliegen nach Las Vegas, wo Wanja Ani einen Heiratsantrag macht. Obwohl Ani zunächst skeptisch ist, beteuert Wanja, dass seine Liebe echt sei, und die beiden heiraten in einer kleinen Hochzeitskapelle in Las Vegas.
Wanja hofft, durch die Ehe eine Greencard zu bekommen, um nicht nach Hause zurückkehren und für seinen gleichgültigen Vater arbeiten zu müssen. Ani kündigt ihren Job im Club und widmet sich der Rolle als loyale Ehefrau, doch Wanja bleibt kindisch und gedankenlos. Die Nachricht von der Hochzeit verbreitet sich in Russland und erzürnt Galina, Wanjas herrische Mutter. Sie befiehlt Toros, das Paar aufzusuchen und eine Annullierung der Ehe zu veranlassen, während die Familie in einem Privatflugzeug nach Amerika unterwegs ist.
Toros schickt die beiden Handlanger Garnick und Igor zur Villa, um Ani und Wanja zur Rede zu stellen. Sie drohen Wanja damit, dass seine Eltern ihn zurück nach Russland bringen werden, und provozieren Ani, indem sie sie wiederholt als Prostituierte bezeichnen. Wanja flieht zu Fuß und lässt Ani mit den Männern in der unangenehmen Situation allein. Sie kämpft mit Garnick und Igor, verletzt beide und verwüstet dabei einen Großteil der Einrichtung im Wohnzimmer, bevor die beiden sie schließlich überwältigen. Als Toros eintrifft, hält er Ani einen Vortrag über Wanjas Unreife und erklärt, dass Wanja keine eigenen Vermögenswerte hat, die bei einer Scheidung geteilt werden könnten. Er bietet ihr 10.000 Dollar an, um der Annullierung der Ehe zuzustimmen. Ani lehnt dieses Angebot zunächst ab und behauptet, dass sie und Wanja sich lieben. Da Wanja auf ihre Telefonanrufe nicht reagiert, will auch sie ihn finden und begibt sich mit den anderen auf die Suche. Zuvor nimmt Toros ihr den Ehering ab.
Ani, Toros, Garnick und Igor verbringen die meiste Nacht damit, durch Brooklyn zu fahren und nach Wanja zu suchen. Sie erfahren, dass Wanja, der mit dem Druck nicht zurechtkommt, auf einer Sauftour ist und mehrere Nachtclubs besucht. Ani bekommt eine Nachricht, dass er in ihrem ehemaligen Stripclub ist. Dort angekommen stellt sich heraus, dass Wanja gerade einen Lapdance von einer Rivalin bekommt. Sie versucht verzweifelt, ihm die Situation zu erklären, doch er ist zu betrunken, um zuzuhören. Als bekannt wird, dass die Ehe in New York nicht annulliert werden kann, da Ani und Wanja in Nevada geheiratet haben, befiehlt Galina – die soeben mit Nikolai in New York gelandet ist – der Gruppe, nach Las Vegas zu fliegen.
Ani stellt sich Wanjas Eltern auf Russisch vor, um sich ihnen zu beweisen und ihre Ehe mit Wanja zu retten, doch Galina bleibt unbeeindruckt und zeigt offen Verachtung gegenüber Ani. Wanja fügt sich sofort dem Willen seiner Eltern und erklärt Ani kalt, dass die Ehe keine Zukunft habe. Da Ani keinen Ehevertrag unterschrieben hat, droht sie Wanja mit einer Teilung des Vermögens, doch Galina verspricht, ihr Leben zu ruinieren, wenn sie dies tue. Angesichts von Wanjas Unreife und der Macht seiner Familie gibt Ani schließlich nach und stimmt der Annullierung zu. Nachdem die Papiere unterzeichnet sind, schlägt Igor vor, dass Wanja sich bei Ani entschuldigt, aber Galina besteht darauf, dass ihr Sohn sich bei niemandem entschuldigen wird. Bevor sie geht, beschimpft Ani Wanja und Galina wegen ihrer dysfunktionalen Familie, was Nikolai amüsiert zum Lachen bringt.
Igor bringt Ani zurück nach New York, damit sie ihre Sachen packen kann. Sie verbringen eine letzte Nacht in der Villa der Zakharovs, wo sie ein aufrichtiges Gespräch führen. Igor erzählt Ani dabei, dass er am Vortag Geburtstag hatte. Am Morgen gibt Igor ihr das Geld, das Toros ihr versprochen hat, und fährt sie nach Hause. Bevor er sie absetzt, gibt er ihr als Geste des guten Willens ihren Ehering zurück. Ani reagiert, indem sie eine sexuelle Annäherung mit Igor initiiert, weicht jedoch zurück, als er versucht, sie zu küssen. Überwältigt bricht sie in seinen Armen weinend zusammen.

## Hintergrund

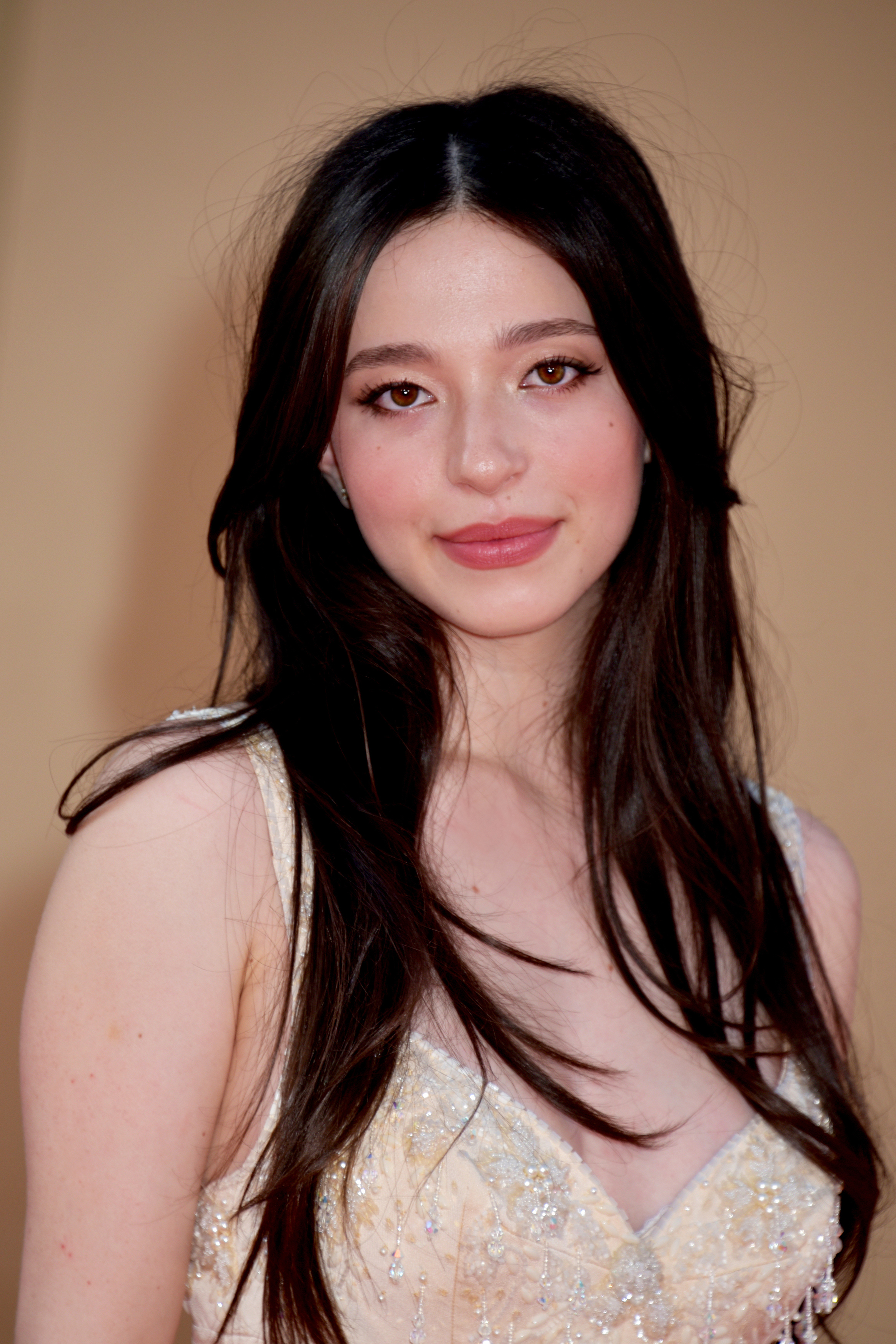
Mikey Madison übernahm die Titelrolle

Anora ist der achte Spielfilm des vielfach preisgekrönten US-amerikanischen Filmregisseurs, -produzenten und Drehbuchautors Sean Baker. Das Werk wird als „romantische Dramedy“ beschrieben und handelt von einer Sexarbeiterin. Die Geschichte soll in einem gehobenen Teil von New York spielen. Erneut arbeitete Baker mit den Filmproduzenten Alex Coco und Samantha Quan sowie Kameramann Drew Daniels zusammen. Ursprünglich hatte er geplant, einen weitaus höher budgetierten Ensemblefilm über die Opioidkrise in den USA zu drehen. Das Thema war zuvor von anderen Film- und Fernsehregisseuren aufgegriffen worden.
Die Dreharbeiten zu Anora fanden über gut zwei Monate in Las Vegas und New York statt und endeten im März 2023. Baker gab an, dass es sich um seine bisher größte Filmproduktion handle. Anora sollte dabei etwas mehr als The Florida Project (2017) kosten, dessen Produktionskosten sich auf zwei Millionen US-Dollar beliefen; letztlich betrug das Budget etwa sechs Millionen US-Dollar. Thematisch orientiere er sich dabei an seinen bisherigen Filmen, folge aber erstmals vermögenden Protagonisten. Im Mittelpunkt der Handlung soll eine Sexarbeiterin stehen. Die Hauptrolle übernahm die Schauspielerin Mikey Madison. Der Ton des Films sei laut Baker „eher komödiantisch“ gehalten. Kameramann Daniels habe sich bei den Aufnahmen an der klareren Kinoästhetik der 1970er-Jahre und entsprechend alter Erotikfilme bedient („Wir suchen nach einem verschwommeneren, verwascheneren Look für den neuen Film“). Auch wurde Anora auf 35-mm-Material gefilmt.
Ende Juni 2023 nahm Baker am Cinema Jove Festival in Valencia teil, wo er einen Preis für sein Gesamtwerk in Empfang nahm. Dabei berichtete er auch über Anora und, dass es das fünfte Mal sei, dass er sich auf die eine oder andere Weise mit dem Thema Sex auseinandersetzen werde. Baker kritisierte dabei im Zusammenhang, dass es „eine Art Doppelmoral“ bei dem Thema Sex gäbe. „Sex ist überall, schauen Sie sich nur das Phänomen Onlyfans an, aber das heutige Kino hat es als Handlung verworfen. Wir leben […] in einer exhibitionistischen Gesellschaft, die es vermeidet, über ihre Obsession zu sprechen“, so der Filmemacher. Baker zufolge sei „die Erforschung von Sex und Erotik […] etwas, vor dem wir zurückschrecken“ würden. Er vermutete, dass es „vielleicht […] mit dem Aufstieg des Puritanismus in den USA „und im Rest der Welt zu tun“ habe. „Wir haben einen seltsamen Punkt erreicht, an dem wir uns mit Gewalt wohler fühlen als mit Sexualität“, so Baker.
Wie bei Bakers vorangegangenen Film Red Rocket (2021) liegen die weltweiten Verwertungsrechte bei FilmNation Entertainment. FilmNation vergab die internationalen Rechte an Le Pacte in Frankreich, Lev in Israel, Kismet in Australien und Neuseeland sowie Focus Features und Universal Pictures International im Rest der Welt, außer in Nordamerika. Im deutschsprachigen Raum verlieh Universal Pictures International den Film.

## Rezeption

### Veröffentlichung und Einspielergebnis

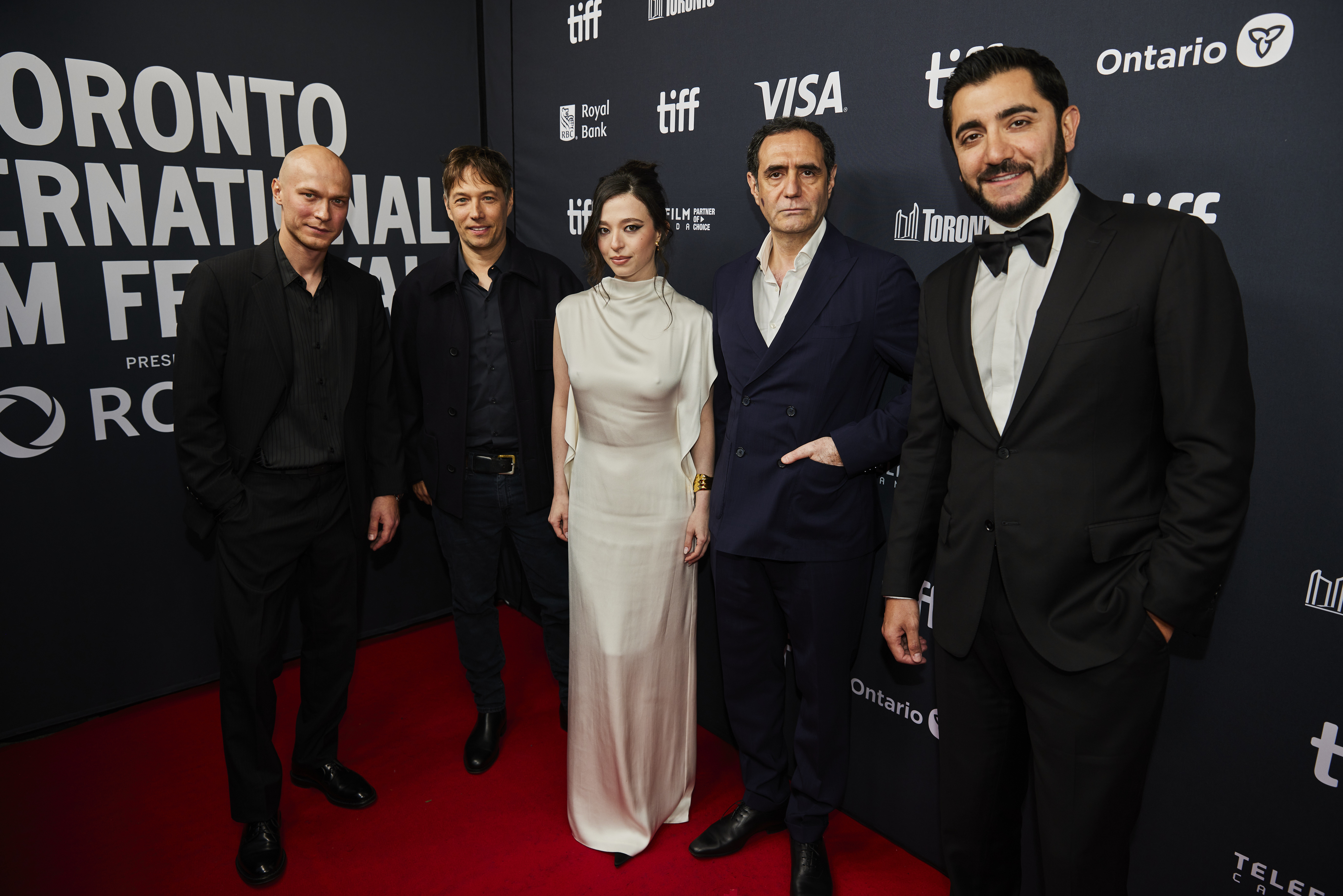
Darsteller und Crew von Anora beim Toronto International Film Festival 2024

Die Uraufführung von Anora erfolgte am 21. Mai 2024 im Hauptwettbewerb des 77. Filmfestivals von Cannes. Das Premierenpublikum zollte Bakers Film zehnminütigen Applaus nach Ende der Vorstellung. In den folgenden Monaten gelangte der Film ins Programm von mehr als einem Dutzend internationaler Filmfestivals, darunter Telluride (August), Toronto, Deauville, San Sebastián, Vancouver und New York (jeweils im September) sowie Mumbai, Hamburg, Zürich, Busan, London und São Paulo (jeweils im Oktober).
Am 18. Oktober 2024 fand ein limitierter Kinostart in den USA durch den Verleiher Neon statt. Das Unternehmen hatte zuvor mit Parasite, Titane, Triangle of Sadness und Anatomie eines Falls auch die zwischen 2019 und 2023 mit der Goldenen Palme in Cannes preisgekrönten Filme in Nordamerika verliehen. Am Eröffnungswochenende erzielte Anora ein geschätztes Einspielergebnis von 540.000 US-Dollar in sechs Kinos in Los Angeles und New York. Mit einem Umsatz von durchschnittlich 90.000 US-Dollar pro Kino war Bakers Film der bis dahin finanziell erfolgreichste des Kinojahres und löste damit Kinds of Kindness (cira 75.000 US-Dollar) von der Spitzenposition ab. Nur Asteroid City hatte 2023 in der Post-Covid-Ära ein höheres Einspielergebnis pro Kino erzielt. Nach der Veröffentlichung in insgesamt 34 Kinos kam Anora auf einen eindrucksvollen Umsatz von 25.000 US-Dollar pro Kino und erklomm mit Einnahmen von 867.000 US-Dollar Platz 8 der US-amerikanischen Kinocharts. Der Film erreichte bisher weltweit einen Box-Office-Gesamtumsatz von 41,3 Millionen US-Dollar. Davon entfielen 16 Millionen US-Dollar in den Vereinigten Staaten und Kanada sowie 25,3 Millionen US-Dollar im Rest der Welt.
Ein regulärer Kinostart in Deutschland erfolgte am 31. Oktober 2024.

### Kritiken
Im internationalen Kritikerspiegel des Branchenmagazins Screen International erhielt Bakers Regiearbeit 3,3 von 4 möglichen Sternen und belegte gemeinsam mit dem indischen Beitrag All We Imagine as Light den zweiten Platz unter allen gezeigten Wettbewerbsbeiträgen in Cannes, hinter dem iranischen Beitrag Die Saat des heiligen Feigenbaums. Bereits Monate zuvor hatten die amerikanischen Branchendienste IndieWire und Variety den Film beziehungsweise die Schauspielleistung von Hauptdarstellerin Mikey Madison, mit zu den meisterwarteten des Filmjahres 2024 gezählt.
Auf der Website Metacritic erhielt Anora eine Bewertung von 91 von 100 möglichen Punkten, basierend auf mehr als 60 ausgewerteten englischsprachigen Kritiken. Dies entspricht einhelligem Beifall („universal acclaim“) und es wurde eine eindeutige Filmempfehlung („must-see“) ausgesprochen. Auch die Website Rotten Tomatoes fasste den Konsens der englischsprachigen Filmkritik fast ausnahmslos positiv zusammen. Von den nach der Premiere aufgeführten über 300 Kritiken sind 93 Prozent positiv („fresh“) und führten zu einer Durchschnittswertung von 8,9 von 10 möglichen Punkten. Der Konsens der Rezensenten befand, dass es sich bei Anora um ein „innovatives romantisches Drama“ und eine „weitere wunderbare Chronik“ des Autorenfilmers Baker handle, „die durch Mikey Madisons ungehemmte Darbietung noch mehr Schwung“ erhalte.
David Ehrlich (IndieWire) stimmte in das Lob mit ein. Er gab der „herzzerreißenden, aber urkomischen Klassenkomödie“ die Schulnote „A“ (deutsches Schulsystem: 1) und pries die Darstellung ihrer „überragenden“ Titelheldin Mikey Madison. Die Geschichte sei näher an Der schwarze Diamant von Benny und Josh Safdie angesiedelt als an Pretty Woman. Ehrlich lobte die „unvergessliche“ Schlussszene, in der die Realität den Film einhole. Auch listete die IndieWire-Redaktion Anora auf den dritten Platz seiner möglichen Palmen-Anwärter, hinter dem am vorletzten Tag aufgeführten Die Saat des heiligen Feigenbaums und All We Imagine as Light.
Laut Greta Gerwig, Juryvorsitzende des Hauptwettbewerbs von Cannes, hatte Anora etwas, das die Jury „an einen Klassiker erinnerte“. Auch hob sie den Aufbau hervor, der zum Teil Werken von Ernst Lubitsch und Howard Hawks ähnle.
Zum deutschen Kinostart schrieb Patrick Holzapfel im Filmdienst, Anora sei „eine mal kluge, mal platte Parabel über die Abhängigkeit von (russischem) Geld. Der Filmemacher verzichtet auf Vorgeschichten, er interessiert sich für die Gegenwärtigkeit der Konflikte, das Vorüberziehende einer widersprüchlichen Welt. Dass sich die Verzweiflung gegen Ende des Films in ein kollektiveres Gefühl der Verlorenheit übersetzen lässt, verleiht dem Film ein bisschen mehr Gewicht, als er eigentlich trägt. Aber genau in seinem Ringen zwischen Leichtigkeit und Bedeutung ist Anora Produkt eines Kinos, das nach seiner Rolle sucht.“
Kai Mihm konstatierte in epd Film, Sean Bakers „Milieu- und Charakterstudien“ seien „liebevoll, aber nicht romantisierend, humorvoll, aber nicht herablassend, bitter, aber voller Optimismus, humanistisch, aber nicht didaktisch.“ In diesem Sinne stelle Anora „eine Kulmination seines bisherigen Schaffens“ dar. Er habe alles, was Bakers bisherige Filme auszeichne, nur „ein bisschen größer, ein bisschen schriller und ein bisschen ambitionierter“. Das könne man „durchaus ambivalent bewerten“, aber „mehrheitsfähig“ sei es, wie der Preis in Cannes zeige. Den ersten Abschnitt des Films inszeniere Baker „wie eine frivole Version von Pretty Woman“, während der Tonfall später von „sexy-märchenhafter Romantikkomödie“ zu „streetsmarter Screwball-Comedy“ wechsele, mit „rasantem Tempo, messerscharfen Wortgefechten und einem Irrwitz, bei dem immer eine gewisse Düsterkeit“ mitschwinge. Der Film, so Mihm weiter, sei eine Erzählung „über Klassenverhältnisse, Macht, Geld und Würde“, die den Zuschauer am Ende „mitten ins Herz“ treffe.

### Auszeichnungen

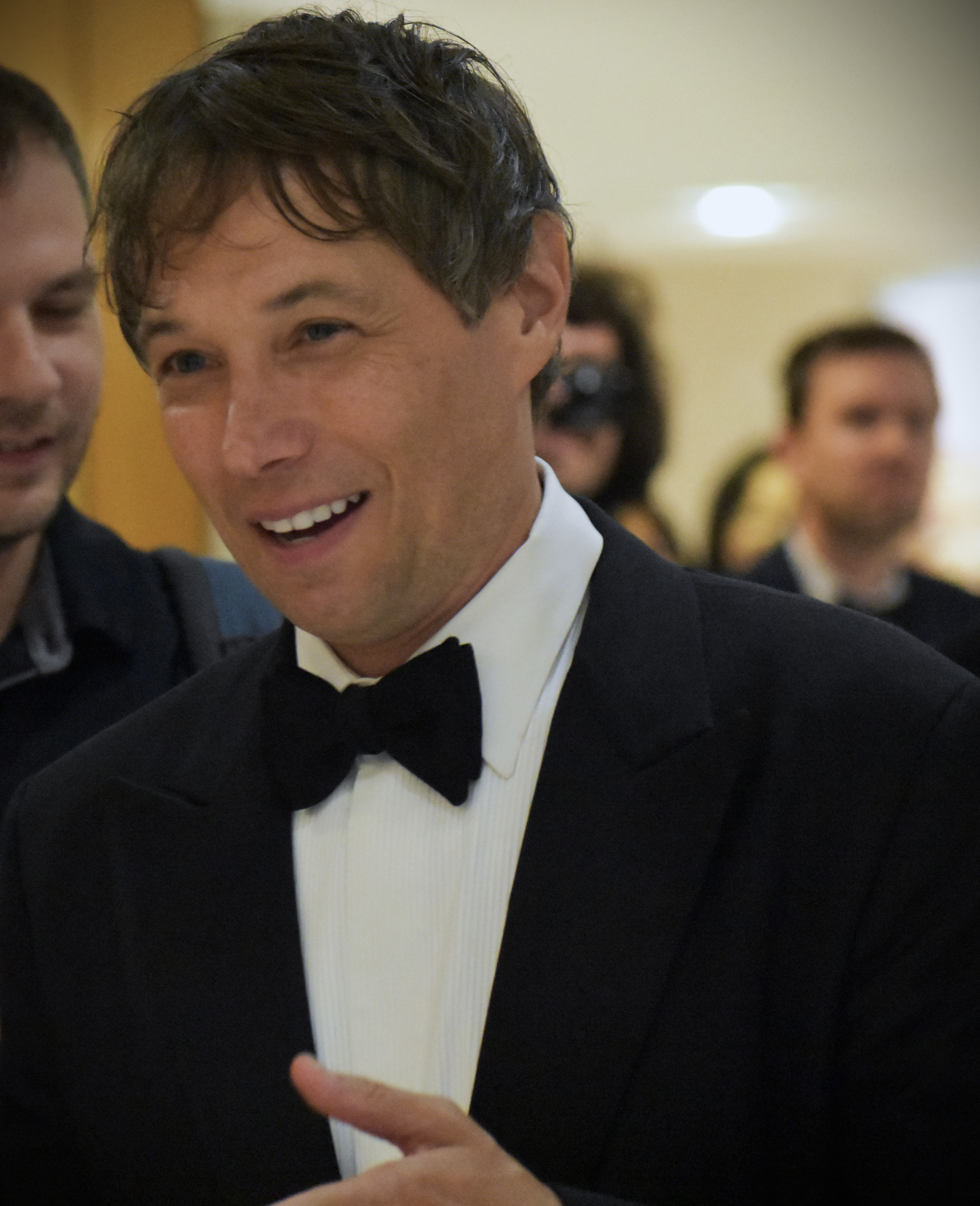
Sean Baker während der Abschlusszeremonie in Cannes

Anora wurde in der Filmpreissaison 2024/25 für mehr als 400 internationale Film- und Festivalpreise nominiert, von denen das Werk über 140 gewinnen konnte. Regisseur Sean Baker erhielt im Mai 2024 mit der Goldenen Palme den Hauptpreis des Filmfestivals von Cannes. Es war der erste Sieg eines US-amerikanischen Regisseurs seit 2011. Baker widmete die gewonnene Trophäe allen vergangenen, gegenwärtigen und zukünftigen Sexarbeiterinnen.
Im Jahr 2025 folgte der Gewinn von fünf Oscars, darunter in den Kategorien Film, Schnitt, Regie, Originaldrehbuch und für Hauptdarstellerin Mikey Madison. Dies machte Anora zum am häufigsten prämierten Film dieser Oscarverleihung. Madison hatte zuvor auch den British Academy Film Award erhalten, wo die britische Koproduktion Konklave als bester Film ausgezeichnet worden war. Bei der Verleihung der Golden Globe Awards im selben Jahr hatte Anora im Schatten des französischen Films Emilia Pérez gestanden und trotz fünf Nominierungen keine Auszeichnung erhalten. Dennoch hatte Bakers Regiearbeit vor der Oscarverleihung mit dem Producers Guild of America Award und dem Directors Guild of America Award zwei prestigeträchtige Filmpreise gewonnen. Auch gewann Anora den Critics’ Choice Movie Award als bester Film.
Anora ist erst der vierte Film der sowohl die Goldene Palme als auch den Oscar als Bester Film gewonnen hat. Zuvor war dies nur den Filmen Das verlorene Wochenende, Marty und Parasite gelungen.
Gewonnene Preise und Nominierungen im Überblick:
| Festival / Filmpreis (Auswahl)                 | Kategorie                              | Resultat          | Preisträger / Nominierte                                                                                  |
| 1) Filmpreise                                  | 1) Filmpreise                          | 1) Filmpreise     | 1) Filmpreise                                                                                             |
| ---------------------------------------------- | -------------------------------------- | ----------------- | --- |
| Oscars (2025)                                  | Bester Film                            | Gewonnen          | Alex Coco, Samantha Quan, Sean Baker                                                                      |
| Oscars (2025)                                  | Beste Regie                            | Gewonnen          | Sean Baker                                                                                                |
| Oscars (2025)                                  | Bestes Originaldrehbuch                | Gewonnen          | Sean Baker                                                                                                |
| Oscars (2025)                                  | Beste Hauptdarstellerin                | Gewonnen          | Mikey Madison                                                                                             |
| Oscars (2025)                                  | Bester Nebendarsteller                 | Nominiert         | Juri Borissow                                                                                             |
| Oscars (2025)                                  | Bester Schnitt                         | Gewonnen          | Sean Baker                                                                                                |
| BAFTA Awards (2025)                            | Bester Film                            | Nominiert         | Alex Coco, Samantha Quan, Sean Baker                                                                      |
| BAFTA Awards (2025)                            | Beste Regie                            | Nominiert         | Sean Baker                                                                                                |
| BAFTA Awards (2025)                            | Bestes Originaldrehbuch                | Nominiert         | Sean Baker                                                                                                |
| BAFTA Awards (2025)                            | Beste Hauptdarstellerin                | Gewonnen          | Mikey Madison                                                                                             |
| BAFTA Awards (2025)                            | Bester Nebendarsteller                 | Nominiert         | Juri Borissow                                                                                             |
| BAFTA Awards (2025)                            | Bestes Casting                         | Gewonnen          | Sean Baker, Samantha Quan                                                                                 |
| BAFTA Awards (2025)                            | Bester Schnitt                         | Nominiert         | Sean Baker                                                                                                |
| Critics’ Choice Movie Awards (2025)            | Bester Film                            | Gewonnen          | k. A. |
| Critics’ Choice Movie Awards (2025)            | Beste Regie                            | Nominiert         | Sean Baker                                                                                                |
| Critics’ Choice Movie Awards (2025)            | Bestes Originaldrehbuch                | Nominiert         | Sean Baker                                                                                                |
| Critics’ Choice Movie Awards (2025)            | Beste Hauptdarstellerin                | Nominiert         | Mikey Madison                                                                                             |
| Critics’ Choice Movie Awards (2025)            | Beste Nebendarsteller                  | Nominiert         | Juri Borissow                                                                                             |
| Critics’ Choice Movie Awards (2025)            | Bestes Schauspielensemble              | Nominiert         | k. A. |
| Critics’ Choice Movie Awards (2025)            | Bester Schnitt                         | Nominiert         | Sean Baker                                                                                                |
| Golden Globe Awards (2025)                     | Bester Film – Komödie oder Musical     | Nominiert         | k. A. |
| Beste Regie                                    | Nominiert                              | Sean Baker        | |
| Bestes Drehbuch                                | Nominiert                              | Sean Baker        | |
| Beste Hauptdarstellerin – Komödie oder Musical | Nominiert                              | Mikey Madison     | |
| Bester Nebendarsteller                         | Nominiert                              | Juri Borissow     | |
| Gotham Awards (2024)                           | Bester Film                            | Nominiert         | Sean Baker, Alex Coco, Samantha Quan                                                                      |
| Beste Regie                                    | Nominiert                              | Sean Baker        | |
| Beste Hauptrolle                               | Nominiert                              | Mikey Madison     | |
| Beste Nebenrolle                               | Nominiert                              | Juri Borissow     | |
| Independent Spirit Awards (2025)               | Bester Film                            | Gewonnen          | Sean Baker, Alex Coco, Samantha Quan                                                                      |
| Beste Regie                                    | Gewonnen                               | Sean Baker        | |
| Beste Hauptrolle                               | Gewonnen                               | Mikey Madison     | |
| Beste Nebenrolle                               | Nominiert                              | Juri Borissow     | |
| Beste Nebenrolle                               | Nominiert                              | Karren Karagulian | |
| Satellite Awards (2025)                        | Bester Film – Komödie oder Musical     | Gewonnen          | k. A. |
| AFI Award (2025)                               | Bester Film des Jahres                 | Gewonnen          | k. A. |
| British Independent Film Awards (2024)         | Bester internationaler Independentfilm | Gewonnen          | Sean Baker                                                                                                |
| César (2025)                                   | Bester ausländischer Film              | Nominiert         | Sean Baker                                                                                                |
| 2) Festivals                                   |                                        |                   | |
| Cannes (2024)                                  | Goldene Palme – Bester Film            | Gewonnen          | Sean Baker                                                                                                |
| Mill Valley (2024)                             | Beste Nachwuchsdarstellerin            | Gewonnen          | Mikey Madison                                                                                             |
| Palm Springs (2025)                            | Beste Nachwuchsdarstellerin            | Gewonnen          | Mikey Madison                                                                                             |
| Santa Barbara (2025)                           | Virtuoso Award                         | Gewonnen          | Mikey Madison                                                                                             |
| Savannah (2024)                                | Beste Nachwuchsdarstellerin            | Gewonnen          | Mikey Madison                                                                                             |
| Toronto (2024)                                 | Publikumspreis – Bester Film           | Nominiert         | Sean Baker                                                                                                |
| 3) Kritikervereinigungen                       |                                        |                   | |
| Boston Society of Film Critics (2024)          | Bester Film                            | Gewonnen          | k. A. |
| Boston Society of Film Critics (2024)          | Beste Regie                            | Gewonnen          | Sean Baker                                                                                                |
| Boston Society of Film Critics (2024)          | Bestes Drehbuch                        | Gewonnen          | Sean Baker                                                                                                |
| Boston Society of Film Critics (2024)          | Beste Hauptdarstellerin                | Gewonnen          | Mikey Madison                                                                                             |
| Kansas City Film Critics Circle (2024)         | Beste Hauptdarstellerin                | Gewonnen          | Mikey Madison                                                                                             |
| Los Angeles Film Critics Association (2024)    | Bester Film                            | Gewonnen          | k. A. |
| Los Angeles Film Critics Association (2024)    | Beste Hauptrolle                       | Gewonnen          | Mikey Madison                                                                                             |
| Los Angeles Film Critics Association (2024)    | Beste Nebenrolle                       | Gewonnen          | Juri Borissow                                                                                             |
| National Board of Review (2024)                | Top-Ten-Filme                          | Gewonnen          | k. A. |
| National Board of Review (2024)                | Beste Nachwuchsdarstellerin            | Gewonnen          | Mikey Madison                                                                                             |
| New York Film Critics Circle (2024)            | Bestes Drehbuch                        | Gewonnen          | Sean Baker                                                                                                |
| Online Film Critics Society (2024)             | Bester Film                            | Gewonnen          | k. A. |
| Online Film Critics Society (2024)             | Bestes Originaldrehbuch                | Gewonnen          | Sean Baker                                                                                                |
| Online Film Critics Society (2024)             | Beste Hauptdarstellerin                | Gewonnen          | Mikey Madison                                                                                             |
| 4) Gildepreise                                 |                                        |                   | |
| Directors Guild of America Awards (2025)       | Beste Spielfilmregie                   | Gewonnen          | Sean Baker                                                                                                |
| Producers Guild of America Awards (2025)       | Bester Film                            | Gewonnen          | Sean Baker                                                                                                |
| Screen Actors Guild Awards (2025)              | Beste Hauptdarstellerin                | Nominiert         | Mikey Madison                                                                                             |
| Screen Actors Guild Awards (2025)              | Bester Nebendarsteller                 | Nominiert         | Juri Borissow                                                                                             |
| Screen Actors Guild Awards (2025)              | Bestes Schauspielensemble              | Nominiert         | Juri Borissow, Mark Eidelschtein, Karren Karagulian, Mikey Madison, Alexei Serebrjakow, Watsche Towmasjan |
| American Cinema Editors (2025)                 | Bester Schnitt – Kinofilm (Komödie)    | Nominiert         | Sean Baker                                                                                                |
| Writers Guild of America (2025)                | Bestes Originaldrehbuch                | Gewonnen          | Sean Baker                                                                                                |

| Anm: | 1. |